# Eutimio Malace
Eutimio Malace (in greco Εὐθύμιος Μαλάκης?; Tebe, intorno al 1115 – prima del 1204) è stato un vescovo e scrittore bizantino, strettamente a contatto con i circoli intellettuali di corte di Costantinopoli.

## Biografia
Nacque intorno al 1115 a Tebe, nella attuale Grecia. Prima del 1166 fu nominato metropolita di Neopatria. Era imparentato con la famiglia dei Tornicio ed intrattenne rapporti molto stretti con i circoli intellettuali della Scuola patriarcale di Costantinopoli, così come altri prominenti vescovi-studiosi del tardo periodo comneno tra cui gli arcivescovi Eustazio di Tessalonica e Michele Coniata. Le sue opere più importanti sono discorsi di retorica, principalmente in onore dell'imperatore Manuele I Comneno e del suo generale Alessio Contostefano, così come monodie dedicate ai suoi amici, fra cui Eustazio. Potrebbe inoltre essere l'autore originale di ulteriori tre discorsi editi da Eutimio Tornicio, che era il suo amico più intimo e che scrisse una monodia in suo onore.